# Orquesta Sinfónica de Galicia

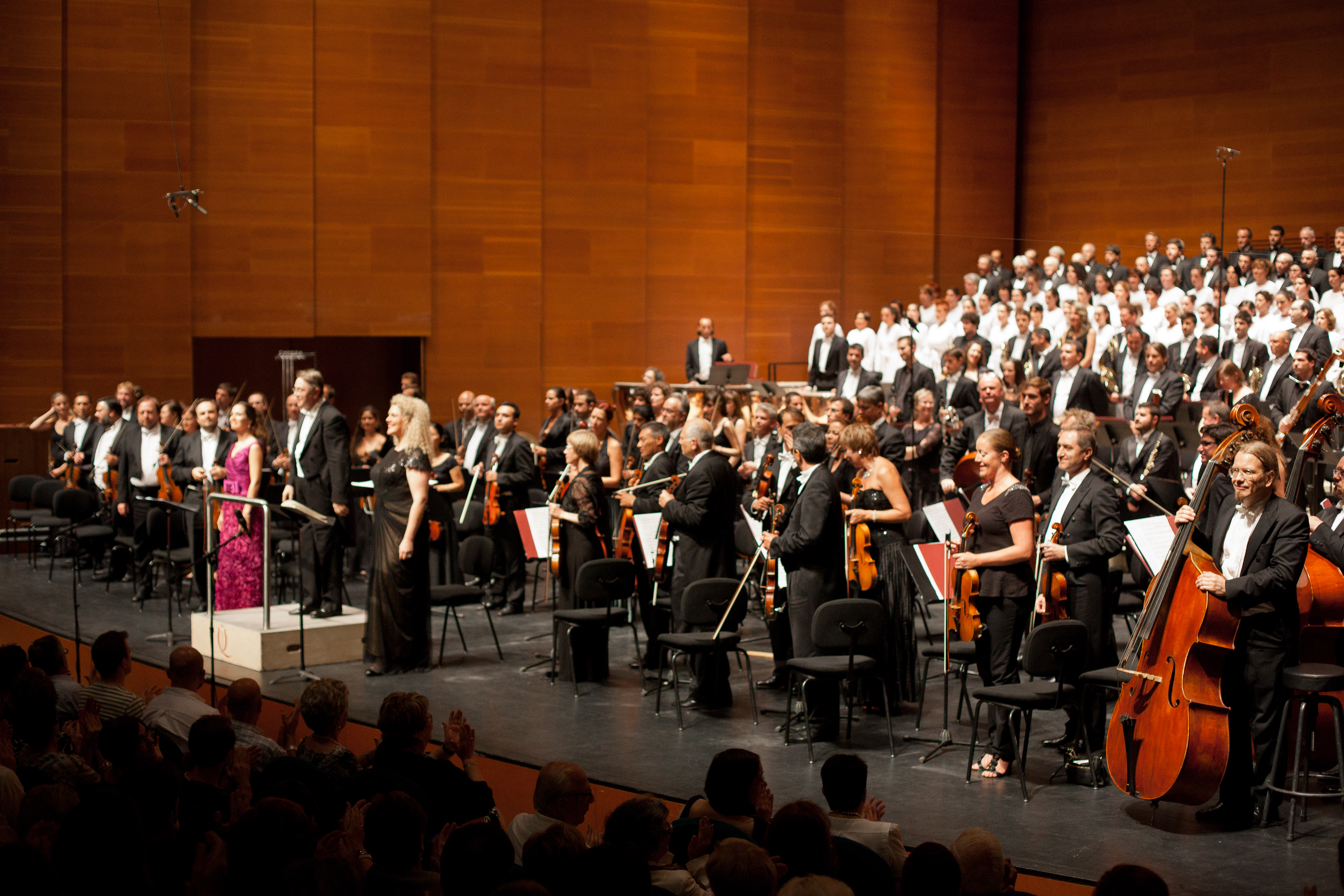
Das Orchester (2013)

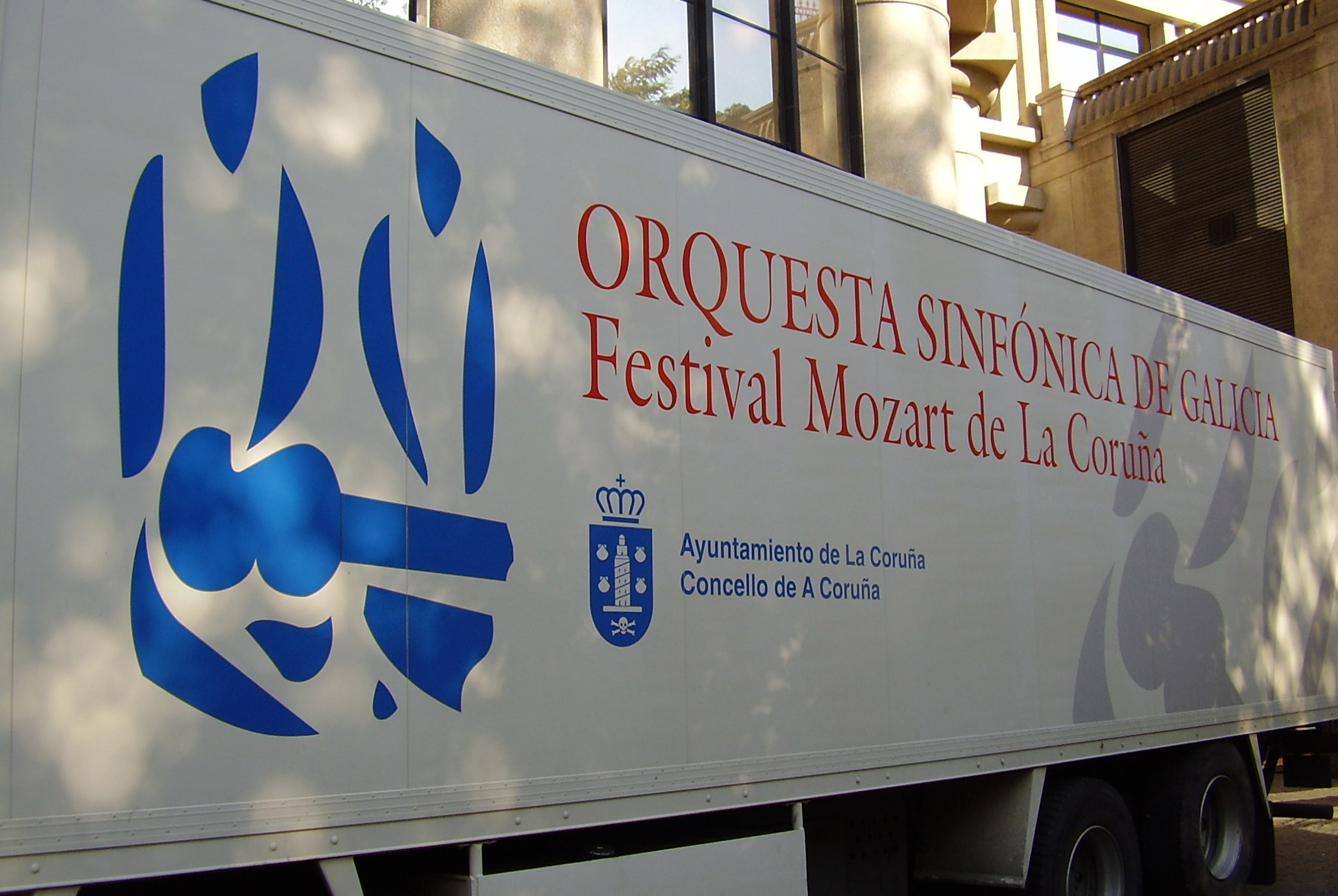
Logo des Orchesters

Das Orquesta Sinfónica de Galicia (dt.: Galicisches Symphonieorchester, Abk.: OSG) ist ein 1992 gegründetes spanisches Sinfonieorchester mit Sitz in A Coruña. Chefdirigent ist seit der Saison 2023/24 Roberto González-Monjas.

## Geschichte
Das Orquesta Sinfónica de Galicia wurde 1992 vom Stadtrat von A Coruña gegründet und hat seinen Sitz im Palacio de la Ópera (Opernhaus) in A Coruña. Es wird vom Stadtrat von A Coruña, dem Kreisrat von A Coruña und der Xunta de Galicia finanziert. Künstlerischer Leiter war bis 2013 Víctor Pablo Pérez. Anschließend übernahm Dima Slobodeniouk diese Position. Erster Gastdirigent war Jesús López Cobos. 
Das Orchester war von 2003 bis 2005 Residenz-Orchester des Rossini Opera Festival Pesaro sowie des von 1998 bis 2014 veranstalteten Mozartfestivals von A Coruña. Das Orchester konzertierte zudem in Spanien und absolvierte Tourneen durch Südamerika, Deutschland und Österreich, wo es 2009 im Saal des Wiener Musikvereins auftrat.
Das Orchester veröffentlichte zahlreiche Aufnahmen für Label wie EMI, Decca, Deutsche Grammophon, Sony, Koch, Naïve oder BMG und Arts mit Künstlern wie zum Beispiel Juan Diego Flórez, Kaori Muraji, Peter Maag, Antonio Meneses, Manuel Barrueco (Nominierung für den  Grammy 2007 für das beste Klassik-Album des Jahres), María Bayo, Plácido Domingo, Joan Pons oder Ewa Podleś auf.
Das Orchester wurde mit der Goldmedaille der Real Academia Galega de Bellas Artes ausgezeichnet und ist Premio Cultura Galega da Música 2010.

## Chor und Bildungsprojekt
Parallel zu ihrer üblichen Tätigkeit unterhält das Orchester einen Chor und ein Bildungsprojekt namens Son Futuro, das ein Jugendorchester, ein Kinderorchester, einen Jugendchor und einen Kinderchor (Niños Cantores) umfasst.